# Milers de pallassos
Milers de pallassos (títol original en anglès: A Thousand Clowns) és una pel·lícula estatunidenca dirigida per Fred Coe, estrenada el 1965. Ha estat doblada al català.

## Argument
Murray Burns és un escriptor de televisió actualment sense feina, que viu en un petit apartament deteriorat a Nova York amb el seu nebot Nick de 12 anys, fill il·legítim de la seva germana, que viu amb ell durant set mesos. Quan Nick escriu un tema a l'escola sobre els beneficis de les prestacions per desocupació de l'oncle, l'escola truca als serveis socials per investigar les condicions de vida de Nick. Els treballadors socials Sandra Markowitz i Albert Amundson treuen la custòdia de Nick Murray fins que no sigui capaç de trobar una feina i un lloc més habitable. Mentrestant, Murray comença una relació amb Sandra que intenta convèncer-lo de trobar una nova feina. Murray presenta els seus punts de vista no convencionals al seu germà i el seu agent Arnold, dient que no volia ser absorbit per la massa conformista. Arnold està d'acord amb ell, però en un llarg monòleg revela que ell es va inclinar cap a la conformitat i gràcies a això s'ha convertit en el millor possible Arnold Burns. Quan Murray decideix tornar al seu antic treball, va a una reunió amb el seu cap odiat Leo Herman, juntament amb Nick. Quan Nick no riu d'una broma de Leo, aquest comença a insultar-lo. Nick insta seu oncle a respondre a aquests insults i no a romandre en silenci, Murray decideix, orgullós del seu nebot, a lluitar per tenir-lo, i l'endemà és una nova persona a la recerca d'una nova feina.

## Repartiment
- Jason Robards: Murray N. Burns
- Barbara Harris: Dr. Sandra « Sandy » Markowitz
- Martin Balsam: Arnold Burns
- Gene Saks: Leo Herman « Chuckles the Chipmunk »
- William Daniels: Albert Amundsen
- Philip Bruns: Jimmy Sloan
- John McMartin: el productor de televisió
- Barry Gordon: Nick

## Premis i nominacions

### Premis
- 1966: Oscar al millor actor secundari per Martin Balsam

### Nominacions
- 1966: Oscar a la millor pel·lícula
- 1966: Oscar al millor guió adaptat per Herb Gardner
- 1966: Oscar a la millor música per Don Walker
- 1966: Globus d'Or a la millor pel·lícula musical o còmica
- 1966: Globus d'Or al millor actor musical o còmic per Jason Robards
- 1966: Globus d'Or a la millor actriu musical o còmica per Barbara Harris